# Cylindroiulus arborum
Cylindroiulus arborum är en mångfotingart som beskrevs av Karl Wilhelm Verhoeff 1928. Cylindroiulus arborum ingår i släktet Cylindroiulus och familjen kejsardubbelfotingar. Inga underarter finns listade i Catalogue of Life.